# 洛埃斯佩霍

洛埃斯佩霍（西班牙語：Lo Espejo），是智利的城鎮，位於該國中部聖地亞哥首都大區的聖地亞哥省，面積7.2平方公里，海拔高度545米，2012年人口99,527人，人口密度每平方公里15,667人。
33°31′S 70°41′W / 33.517°S 70.683°W